# Fujiwara no Nagatō
Fujiwara no Nagatō o Fujiwara no Nagayoshi (藤原長能?   949-¿1009?) fue un poeta y cortesano japonés que vivió a mediados de la era Heian. Su padre fue Fujiwara no Tomoyasu y su madre fue la hija de Minamoto no Mitomu; fue hermano (de diferente madre) de la poetisa Fujiwara no Michitsuna no Haha. Es considerado como uno de los poetas que forman parte de la lista antológica del Chūko Sanjūrokkasen.
Como cortesano fue nombrado como Kurōdo en 984, asignado como oficial en la provincia de Kasuga en 991, promovido a Jugoi en 1005 y nombrado gobernador de la provincia de Iyo en 1009. Después de esa fecha no hay registros de sus servicios.
Como poeta waka participó en varios concurso de waka en 975, 985 y 986. Participó en los círculos poéticos del Retirado Emperador Kazan e hizo una compilación personal de sus poemas en el Nagatō-shū (長能集?). Algunos de sus poemas fueron incluidos a partir de la antología imperial Shūi Wakashū, totalizando unos 51 poemas en las diferentes antologías. Uno de sus discípulos, el monje budista Nōin, en su antología Gengenshū, incluyó 10 poemas de Nagatō.